# Саттори, Иззатулло
Иззатулло Саттори (Сатторов Иззатулло Табарович, тадж. Иззатулло Сатторӣ; 24 декабря 1957, Гиссарский район, Таджикистан) — ветеринарный врач, доктор ветеринарных наук, профессор, академик Академии сельскохозяйственных наук Таджикистана. Министр сельского хозяйства Республики Таджикистан (2016-2020).

## Биография
Иззатулло Саттори родился 24 декабря 1957 года в Гиссарском районе. В 1978 году окончил Таджикский сельскохозяйственный институт по специальности врач ветеринарной медицины. Женат, имеет пятерых детей.

## Трудовая деятельность
Трудовую деятельность начал в 1978 году ассистентом кафедры гигиены животных и основ ветеринарии ветеринарного факультета Сельскохозяйственного института Таджикистана.
В 1984-1994 годах работал научным сотрудником, заведующим лабораторией, а с 1994 по 2005 годы — директором Ветеринарного института Академии сельскохозяйственных наук Таджикистана.
С 2005 по 2013 год работал ректором Аграрного университета Таджикистана имени Шириншо Шотемура.
В 2013-2016 годах занимал должность президента Академии сельскохозяйственных наук Таджикистана  .
Указом Президента Республики Таджикистан №658 от 30 марта 2016 года назначен Министром сельского хозяйства Республики Таджикистан, на котором проработал до 2020 года .

## Научная деятельность
В 1984 г. Изатулло Саттори защитил кандидатскую диссертацию в Московской государственной академии ветеринарной медицины и биотехнологии — МВА имени К. И. Скрябина, а в 1995 г. защитил докторскую диссертацию.
Он автор более 220 книг, статей и пособий по сельскому хозяйству. Научная инновация подтверждена 16 патентами. Под его руководством подготовлено 14 кандидатов и докторов наук.

## Награды и медали
Его научные достижения отмечены золотой медалью интеллектуальной собственности (2005 г.) и Международной премией Сократа Кембриджского университета, Англия (2007 г.). Награжден орденом «Шараф» (1999 г.) .